# ケント・カルダー
ケント・E・カルダー（Kent Eyring Calder, 1948年 - ）は、アメリカ合衆国の政治学者。専門は、日本政治・日韓の比較政治・東アジアの国際関係など。現在はジョンズ・ホプキンス大学教授、同高等国際問題研究大学院（SAIS）付属エドウィン・ライシャワー東アジア研究センター長を務める。

## 略歴・人物
ユタ州出身。1970年ユタ大学政治学部卒業、1972年ハーヴァード大学政治学部大学院修士課程修了。1979年、ハーヴァード大学よりPh.D.を取得。
1979年ハーヴァード大学政治学部講師（1980年まで日米関係プログラム初代事務局長）、1983年よりプリンストン大学ウッドロー･ウィルソン公共政策大学院で助教授、同教授を歴任する。この間、戦略国際問題研究所日本部長も務めた（1989-93年、1995-96年）。1997年から2001年まで駐日アメリカ合衆国大使特別補佐官として東京に勤務し、2003年より現職。2018年7月に、ジョンズ・ホプキンス大学高等国際問題研究大学院（SAIS）副学長に就任。
エドウィン・ライシャワー門下の知日派研究者で、日本語が堪能であり、日本メディアへの登場も多い。日本の産業金融から研究をスタートし、戦後日本経済の発展要因を政官財が一体となった経済システムに求める「日本株式会社」論や、官僚主導の産業政策に求めるチャルマーズ・ジョンソンの研究などを批判し、発展を主導したのは民間セクターであったとする主張を展開した。近年はエネルギー安全保障や米軍基地の国際比較など、安全保障分野に研究の重点を移している。
Crisis and Compensationで第6回大平正芳記念賞（大平正芳記念財団）、有沢広巳記念賞（米国大学出版会協会）を受賞、『アジア危機の構図』で第9回アジア・太平洋賞大賞を受賞。2010年2月、全国日本学士会アカデミア賞国際交流部門賞を受賞。

## 著書

### 単著
- Crisis and Compensation: Public Policy and Political Stability in Japan, 1949-1986, (Princeton University Press, 1988).

『自民党長期政権の研究――危機と補助金』（淑子カルダー訳, 文藝春秋, 1989年）
- 『クロスオーバー・ポイント――逆転時代の日米関係』（田口汎訳, 日本放送出版協会, 1992年）
- Strategic Capitalism: Private Business and Public Purpose in Japanese Industrial Finance, (Princeton University Press, 1993).

『戦略的資本主義――日本型経済システムの本質』（谷口智彦訳, 日本経済新聞社, 1994年）
- Pacific Defense: Arms, Energy, and America's Future in Asia, (Morrow, 1996).

『アジア危機の構図――エネルギー・安全保障問題の死角』（日本経済新聞社国際部訳, 日本経済新聞社, 1996年）
- Embattled Garrisons: Comparative Base Politics and American Globalism, (Princeton University Press, 2007).

『米軍再編の政治学――駐留米軍と海外基地のゆくえ』（武井楊一訳, 日本経済新聞出版社, 2008年）
- Pacific Alliance: Reviving U.S.-Japan Relations, (Yale University Press, 2009).

『日米同盟の静かなる危機』（渡辺将人訳, ウェッジ, 2008年）
- The new continentalism: energy and twenty-first-century Eurasian geopolitics, (Yale University Press, 2012).

『新大陸主義――21世紀のエネルギーパワーゲーム』（杉田弘毅監訳, 潮出版社, 2013年）
- Asia in Washington: Exploring the Penumbra of Transnational Power,  (Brookings Institution Press, 2014).

『ワシントンの中のアジア――グローバル政治都市における攻防』（ライシャワー東アジア研究センター監修・監訳, 中央公論新社, 2014年）
- Singapore: Smart City, Smart State,  (Brookings Institution Press, 2016).

『シンガポール――スマートな都市、スマートな国家』（長谷川和弘訳, 中央公論新社, 2016年）
- Circles of Compensation: Economic Growth and the Globalization of Japan, (Stanford University Press, 2017).

（未邦訳）
- Super Continent: The Logic of Eurasian Integration, (Stanford University Press, 2019).

『スーパー大陸――ユーラシア統合の地政学』（杉田弘毅監訳, 潮出版社, 2019年）
- Global Political Cities: Actors and Arenas of Influence in International Affairs,  (Brookings Institution, 2021).

『グローバル政治都市――アクターとアリーナ国際関係における影響力』(中山雅司訳, 潮出版社, 2023年）

### 共著
- The Eastasia Edge, with Roy Hofheinz, Jr. (Basic Books, 1982).

『脱（ポスト）アメリカの時代――東アジア経済圏の台頭』（国弘正雄訳, 日本放送出版協会, 1982年）
- The Making of Northeast Asia, with Min Ye. (Stanford University Press, 2010). （未邦訳）

### 共編著
- The U.S.-Japan Economic Relationship in East and Southeast Asia: a Policy Framework for Asia-Pacific Economic Cooperation, co-edited with Kaoru Okuizumi and Gerrit W. Gong, (Center for Strategic and International Studies, 1992).
- East Asian Multilateralism: Prospects for Regional Stability, co-edited with Francis Fukuyama, (Johns Hopkins University Press, 2008).